# 于德湖
52°52′0″N 13°40′0″E / 52.86667°N 13.66667°E

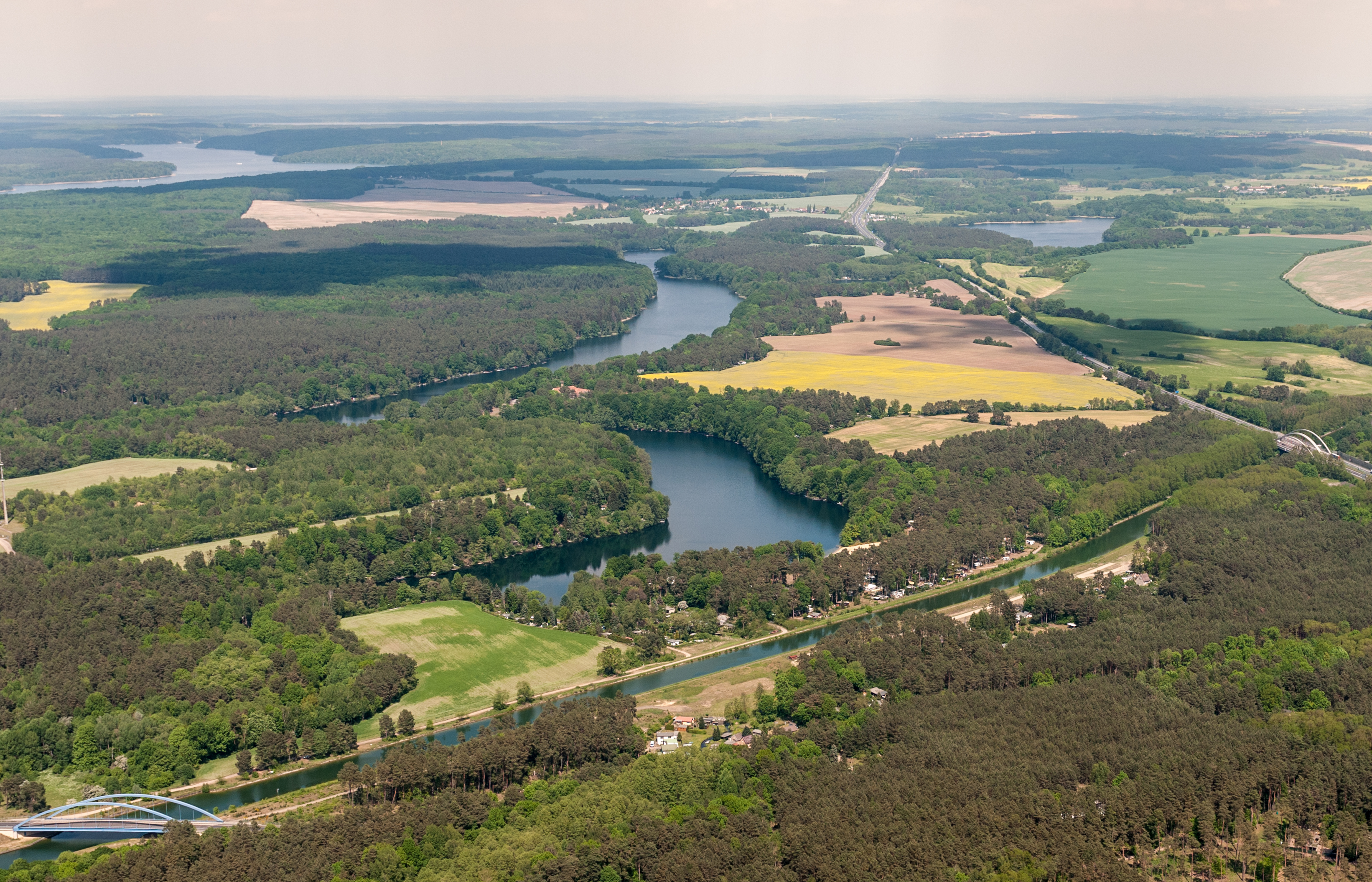

于德湖（德語：Üdersee），是德國的湖泊，位於該國西南部，由勃蘭登堡州負責管轄，處於巴爾尼姆縣，面積0.74平方公里，海拔高度31米，平均水深7米，最大水深12米，水體容量500萬立方米。